# Antun Dorn
Antun Dorn (Hrtkovci, 21. kolovoza 1923. – Vukovar, 22. prosinca 1986.), hrvatski arheolog i povjesničar umjetnosti. Bavio se i poviješću zdravstva.

## Životopis
Rođen u Hrtkovcima. Na studij otišao u Zagreb. Studirao povijest, latinski jezik i etnologiju na Filozofskom fakultetu. Zaposlio se kao profesor u vukovarskoj gimnaziji gdje je radio deset godina. Godine 1961. je u Zagrebu gdje dvije godine radi na Institutu za povijest prirodnih, matematičkih i medicinskih nauka HAZU. Od 1963. radi u Gradskome muzeju u Vukovaru kao kustos. Autor tamošnjeg stalnog postava arheologije 1967.godine. Od 1979. godine ravnatelj je vukovarskog muzeja. Voditelj arheoloških istraživanja. Istraživao i rekognoscirao teren na području Vukovara (Daraž-Bošnjaci, Vučedol)i Županje.

## Izabrana djela
- Starohrvatska nekropola u Daraž-Bošnjacima kod Županje (suautor B. Čečuk)[2]
- Razvoj zdravstvenih ustanova u Vukovaru[2]
- Bibliographia vukovariensis fragmenta[3]

## Nagrade
Dobio najviša priznanja za znanstveno-istraživački rad.